# Дітріх фон дер Ропп
Дітріх фон дер Ропп (нім. Dietrich von der Ropp; 27 липня 1909, Мітау — 8 жовтня 1939, Ла-Манш) — німецький офіцер-підводник, капітан-лейтенант крігсмаріне.

## Біографія
1 квітня 1929 року вступив на флот. З 1 жовтня 1937 року — командир підводного човна U-12, на якому здійснив 2 походи (разом 32 дні в морі). 8 жовтня 1939 року U-12 підірвався на міні і затонув в Ла-Манші, недалеко від Дувра. Всі 27 членів екіпажу загинули. 29 жовтня тіло Роппа було винесено хвилями на французьке узбережжя біля Дюнкерка.

## Звання
- Кандидат в офіцери (1 квітня 1929)
- Морський кадет (10 жовтня 1929)
- Фенріх-цур-зее (1 січня 1931)
- Оберфенріх-цур-зее (1 квітня 1933)
- Лейтенант-цур-зее (1 жовтня 1933)
- Оберлейтенант-цур-зее (1 червня 1935)
- Капітан-лейтенант (1 серпня 1938)

## Нагороди
- Медаль «За вислугу років у Вермахті» 4-го класу (4 роки)